# Bagherszahr
Bagherszahr (perski: باقرشهر) – miasto w Iranie, w ostanie Teheran. W 2006 roku miasto liczyło 52 575 mieszkańców w 12 478 rodzinach.